# Kailali District
Kailali District er et af Nepals 75 administrative og politiske regioner, betegnet distrikter (lokalt betegnet district, zilla, jilla el. जिल्ला). Kailali er et distrikt i lavlandet Terai, som ligger i Seti Zone i Far-Western Development Region.
Kailali areal er 3.235 km² og der boede ved folketællingen 2001 i alt 616.697 og i 2007 688.851 i distriktet. Distriktets politiske organ District Development Committee er sammensat gennem indirekte valg, med repræsentation fra hver af de 9-17 administrative enheder ilakaer, hvert distrikt er opdelt i. 
Kailali District er endvidere opdelt i 44 udviklingskommuner (lokalt navn: Gaun Bikas Samiti (G.B.S.) el. Village Development Committee (VDC)), hvoraf byer med over 10.000 indbyggere kategoriseres som købstæder (municipalities). 
Kailali District er udviklingsmæssigt – gennem anvendelse af FN og UNDP's Human Development Index – kategoriseret som nr. 46 ud af Nepals 75 distrikter.

## Eksterne links
- Kort over Kailali District
- Kailali District sundhedsprofil – fra FN-Nepal (på engelsk)

28°41′N 80°36′Ø / 28.68°N 80.6°Ø